# Space Rangers
Space Rangers is een Amerikaanse sciencefiction-dramaserie. De serie werd uitgezonden op CBS in 1993. Space Rangers is ontwikkeld door Pen Densham en Trilogy Entertainment Group.

## Verhaal
In 2104 zorgden de zogenaamde Space Rangers, een groep van politie en soldaten gestationeerd op de buitenpost Fort Hope op Planet Avalon, voor orde en veiligheid in de omringende ruimte. Kapitein John Boon en zijn bemanning jagen op criminelen en raken betrokken bij conflicten met mysterieuze buitenaardse wezens, de Banshies. De eigenzinnige kapitein Boon interpreteert de regels vaak anders dan zijn superieur, commandant Chennault. Naast zijn bemanning bedient kapitein Boon een oud, vervallen schip, dat hij niet wil ruilen voor een nieuw

## Rolverdeling
- Jeff Kaake als kapitein John Boon
- Jack McGee als Doc Kreuger
- Marjorie Monaghan als Jojo Thorsen
- Cary-Hiroyuki Tagawa als Zylyn
- Danny Quinn als Daniel Kincaid
- Clint Howard als Dr. Mimmer
- Linda Hunt als commandant Chennault
- Gottfried John als kolonel Erich Weiss

## Afleveringen
| Nr. | Titel                 | Duur       |
| --- | --------------------- | ---------- |
| 1   | Fort Hope             | 60 minuten |
| 2   | Banshies              | 48 minuten |
| 3   | The Replacements      | 46 minuten |
| 4   | Death Before Dishonor | 47 minuten |
| 5   | To Be... Or Not to Be | 60 minuten |
| 6   | The Trial             | 47 minuten |

## Prijzen en nominaties
| jaar | prijs      | categorie                                                 | genomineerde(n)                                                          | uitslag     |
| ---- | ---------- | --------------------------------------------------------- | ------------------------------------------------------------------------ | ----------- |
| 1993 | Emmy Award | Outstanding Individual Achievement in Makeup for a Series | Marvin G. Westmore & Ed French (voor aflevering "Death Before Dishonor") | Genomineerd |